# スペース・フォース (テレビドラマ)
『スペース・フォース』（原題: Space Force）は、2020年のアメリカ合衆国のコメディドラマシリーズ。アメリカに新設された宇宙軍「スペース・フォース」で起こる様々な人間模様を描く。グレッグ・ダニエルズとスティーヴ・カレルが制作し、スティーヴ・カレルが主演を務める。2020年5月29日よりNetflixで世界同時に配信された。シーズン2も配信されたが、2022年4月に打ち切られた。

## あらすじ
アメリカで新設された宇宙軍"スペース・フォース"の初代指揮官に任命されたマーク・ネアード（スティーヴ・カレル）。月面基地の建設「ブーツ・オン・ザ・ムーン」が目標だが、癖の強いスペース・フォースのメンバーに悪戦苦闘する。

## キャスト
※ 演の括弧内は日本語吹き替え声優。

### メイン
マーク・ネアード
演 - スティーヴ・カレル（島田敏）
スペース・フォースの初代指揮官。
マロリー博士
演 - ジョン・マルコヴィッチ（金尾哲夫）
スペース・フォースの科学者。
トニー
演 - ベン・シュワルツ（土田大）
スペース・フォースの広報。
エリン・ネアード
演 - ダイアナ・シルヴァーズ（石井未紗）
マークの娘。学生。
アンジェラ
演 - タウニー・ニューサム（東内マリ子）
スペース・フォースのパイロット。

### リカーリング
チャン博士
演 - ジミー・O・ヤン（斎藤寛仁）
スペース・フォースの科学者。
ユーリー・"ボビー"・テラトヴィッチ
演 - アレクセイ・ヴォロビヨフ
スペース・フォースで働くロシア人。
ブラッド
演 - ドン・レイク（村治学）
スペース・フォースの将官。マークの世話役。
キック・グラバストン
演 - ノア・エメリッヒ
アメリカ空軍の長官。
フレッド・ネアード
演 - フレッド・ウィラード（勝部演之）
マークの父。
ケリー
演 - ジェシカ・セント・クレア
マギー・ネアード
演 - リサ・クドロー（佐々木優子）
マークの妻。服役中。
リエゾン・バート・メロウズ
演 - ロイ・ウッド・Jr
アメリカ海軍作戦部長
演 - ジェーン・リンチ
エディ
演 - クリス・ゲサード
ロンリー将軍
演 - ディードリック・ベーダー
ジョン・ブランスミス
演 - ダン・バッケダール
海兵隊司令官
演 - パトリック・ウォーバートン
エリザベス・ホームズのような技術者
演 - ケイトリン・オルソン
アナベラ・イシドロ・カンポス下院議員
演 - ジンジャー・ゴンザーガ

## エピソード
| シーズン | シーズン | 話数 | 話数 | 放送期間      | 放送期間      |
| -------- | -------- | ---- | ---- | ------------- | ------------- |
|          | 1        | 10   | 10   | 2020年5月29日 | 2020年5月29日 |

＊各シーズン全話一斉配信

### シーズン1 (2020)
| 通算 話数 | タイトル                                                       | 監督           | 脚本                              | 公開日        |
| --------- | -------------------------------------------------------------- | -------------- | --------------------------------- | ------------- |
| 1         | "打ち上げ" "THE LAUNCH"                                        | ポール・キング | スティーヴ・カレル Greg Daniels   | 2020年5月29日 |
| 2         | "イプシロン6を救え!" "SAVE EPSILON 6!"                         | Tom Marshall   | Greg Daniels                      | 2020年5月29日 |
| 3         | "マークとマロリー郡へ行く" "MARK AND MALLORY GO TO WASHINGTON" | Tom Marshall   | Shepard Boucher                   | 2020年5月29日 |
| 4         | "月面生活" "LUNAR HABITAT"                                     | ポール・キング | Lauren Houseman                   | 2020年5月29日 |
| 5         | "スペースフラッグ" "SPACE FLAG"                                | Dee Rees       | Brent Forrester                   | 2020年5月29日 |
| 6         | "スパイ" "THE SPY"                                             | Dee Rees       | Aasia Lashay Bullock Connor Hines | 2020年5月29日 |
| 7         | "エジソン・ジェイムズ" "EDISON JAYMES"                         | Jeff Blitz     | Yael Green                        | 2020年5月29日 |
| 8         | "夫婦面会" "CONJUGAL VISIT"                                    | David Rogers   | Maxwell Theodore Vivian           | 2020年5月29日 |
| 9         | "決め台詞" "IT'S GOOD TO BE BACK ON THE MOON"                  | Daina Reid     | Paul Lieberstein                  | 2020年5月29日 |
| 10        | "報復のバランス" "PROPORTIONATE RESPONSE"                      | Daina Reid     | Greg Daniels                      | 2020年5月29日 |